# Buio a mezzogiorno
Buio a mezzogiorno (titolo in tedesco: Sonnenfinsternis)  è un romanzo dello scrittore ungherese Arthur Koestler, pubblicato in lingua inglese nel 1940 col titolo Darkness at Noon. L'opera più celebre di Koestler racconta la storia di un vecchio bolscevico: ne descrive l'arresto, la detenzione, gli interrogatori, il processo per tradimento contro il governo che egli stesso contribuì a creare, e l'esecuzione. Ambientato nel 1939, nel periodo delle Grandi purghe di Stalin e dei processi di Mosca, Koestler non nomina mai la Russia o l'URSS, tendendo invece a usare i termini generici di gente e organizzazioni. Cosicché, per esempio, si riferisce al governo sovietico come "il Partito" e la Germania nazista è "la Dittatura". Stalin è rappresentato dal "Numero Uno", minaccioso despota. L'opera esprime tutta la disillusione provata da Koestler per la fede, irreparabilmente perduta, nell'ideologia totalitaria comunista dell'URSS all'inizio della seconda guerra mondiale.

## Trama
Un alto funzionario del Partito sovietico, ex commissario del popolo, Nicola Salmanovič Rubashov, viene arrestato nella sua abitazione in piena notte, per attività controrivoluzionarie. Trasferito in cella, ricorda la propria vita di esponente di primo piano del Partito fin dalla Rivoluzione e le persone che egli stesso ha portato alla condanna e alla "liquidazione". Un racconto preciso che rispecchia realisticamente quanto descritto da altre testimonianze sull'atmosfera di quegli anni. 
Il romanzo, scritto nel 1940 e ambientato nel 1939, si rifà al processo e alla condanna a morte di Nikolaj Ivanovič Bukharin, svoltosi nel 1938, e a quelli di altri alti dirigenti comunisti che in quegli anni furono vittime di un'epurazione che caratterizzò l'epoca del Grande terrore. Koestler indaga come un uomo, preso da un perverso ingranaggio di accuse false e torture psicologiche e fisiche, sia indotto a confessare crimini che non ha commesso e che, comunque, tali non sono. 
All'epoca, soprattutto i funzionari che avevano svolto missioni all'estero, come il protagonista Rubashov, vennero accusati di cospirazioni con il capitalismo, di tradimenti della causa comunista che essi non concepivano nemmeno. Le confessioni estorte con la tortura venivano poi utilizzate contro l'imputato e il cerchio si chiudeva sia per il falso testimone, a sua volta accusato da altri, sia per l'imputato. Un incubo dal quale si usciva solo con la morte, inutile e liberatoria.
Uno degli stessi funzionari che interrogano Rubashov, il magistrato inquirente Ivanov, un tempo suo amico e collega di università, nel corso della breve detenzione di Nicola Salmanovič, viene incriminato e assassinato a sua volta dopo un diverbio con lo zelante, incolto funzionario della nuova generazione, Gletkin, che incarna la dottrina più cieca, senza altri valori se non quelli del Partito e della sua politica.
Come riflette Rubashov, ancora dibattuto tra l'abbandono di un sistema che egli stesso ha contribuito a costruire e funzionare oppure la sua definitiva accettazione, anche annullando la propria vita e dignità, il Partito ha sostituito ai concetti morali di buono e cattivo quelli razionali di utile e dannoso, e per esso la vita del singolo non ha alcuna importanza di fronte alla Storia.

## Commento
Il libro di Koestler racchiude tutti i protagonisti tipici della tragedia comunista nel ventesimo secolo: l'intellettuale è messo a morte perché sostiene una tesi scientifica diversa da quella della linea del Partito; il contadino che si è opposto alla collettivizzazione e all'ammassamento dei prodotti agricoli; il militare che non ha tradito il giuramento fatto prima della Rivoluzione; la stessa segretaria di Rubashov viene giustiziata perché, responsabile della biblioteca dell'ufficio, non elimina prontamente i testi che da un giorno all'altro sono messi al bando. 
La coercizione instaurata da Stalin ha un significato differente dalle altre dittature: concerne coloro che appartenevano al Partito e a cui avevano dedicato la vita con convinzione; tratta dell'annientamento di un passato recente, quello rivoluzionario, per dare spazio alla nuova classe di uomini cresciuti nel totale indottrinamento, scelti negli strati più bassi della popolazione ed elevati a indagatori e giudici. Il comunismo non per scelta ma come fede totale, come credo indiscutibile che non richiede e non vuole alcun libero arbitrio.
Il comunismo dove lo stesso uso del pronome "Io" viene condannato e proibito come borghese e antirivoluzionario; il comunismo della totale spersonalizzazione, dove si diventa numeri al servizio di un immaginario popolo che non esiste se non nella propaganda. Il comunismo impone la collettivizzazione in ogni momento, dal pasto quotidiano alle sedute dove vengono spiegate la disposizioni del potere e si procede ad una pubblica auto accusa magari solo per aver pensato in prima persona o essere entrati al lavoro con qualche minuto di ritardo, perché questo viene considerato sabotaggio e punibile anche con anni di internamento.

## Personaggi
- Nicola Salmanovič Rubashov, protagonista del romanzo, vecchio bolscevico, comandante partigiano, autorevole membro del Partito e critico della politica del suo leader: il "N. 1";
- il "N. 1", trasparente allusione a Josif Stalin;
- Vasilij, portinaio dell'abitazione di Rubashov, vecchio alto e magro, aveva combattuto al suo comando;
- Vera Vasjliovna, figlia del portinaio, coscienzioso membro del Partito, legge al padre i resoconti del processo;
- Riccardo, capo di un piccolo gruppo dissidente clandestino. In contatto con Rubashov viene da questi abbandonato;
- Anna, moglie di Riccardo;
- Nano Loewy, capo locale della sezione dei lavoratori portuali di una città del Belgio;
- Paul, segretario organizzativo della sezione;
- ufficiale zarista, prigioniero della stanza 402, colloquia con Rubascov mediante piccoli colpi alla parete della cella;
- Ivanov, primo magistrato inquirente, vecchio compagno di università di Rubashov. Sostituito nell'incarico, sarà arrestato e giustiziato;
- Arlova, segretaria di Rubashov e sua amante, responsabile della biblioteca del suo ufficio. Rubashov aveva evitato di difenderla anche se consapevole dell'inconsistenza delle accuse;
- Gletkin, secondo magistrato inquirente, sostituisce Ivanov e conclude gli interrogatori di Rubashov, ottenendone la confessione;
- Michele Kieffer, detto "Labbro leporino", prigioniero della stanza 400, figlio di un vecchio amico di Rubashov e suo accusatore;
- Rip van Winkle, prigioniero della stanza 406, declama frequentemente la frase: "Sorgete, o miserabili della terra";
- Michele Bogrov, ex marinaio della corazzata "Potëmkin", ex comandante della Flotta d'Oriente, latore del primo ordine rivoluzionario, imprigionato e giustiziato. Nei suoi ultimi minuti, mentre viene condotto nel luogo dell'esecuzione, invoca il nome di Rubashov.

## Edizioni italiane
- Buio a mezzogiorno, traduzione di Giorgio Monicelli, Collana Medusa n.174, Milano, Arnoldo Mondadori Editore, 1946,  p. 299. - Introduzione di Arrigo Bongiorno, Collana Oscar n.44, Mondadori, 1966; Introduzione di Ugo Berti Arnoaldi, Collana Oscar Narratori del Novecento n.1227, Mondadori, 1992.
- Buio a mezzogiorno, traduzione di Giorgio Monicelli, Collana Oscar classici moderni n.127, Milano, Mondadori, 1996,  pp. 332, cap. 4, ISBN 88-04-41468-5. - Con un saggio di George Orwell, Collana Oscar moderni. Cult, Mondadori, 2020, ISBN 978-88-047-0081-4.